# Europese Unie in 2016
Dit artikel geeft een overzicht van gebeurtenissen in de Europese Unie in 2016.

## Mandaten
- Voorzitter van de Europese Raad
  -  Donald Tusk
- Voorzitter van de Europese Commissie
  -  Jean-Claude Juncker
- Voorzitterschap van de Raad van de Europese Unie
  -  Nederland (januari - juni 2016)
  -  Slowakije (juli - december 2016)
- Voorzitter van het Europees Parlement
  -  Martin Schulz
- Hoge vertegenwoordiger van de Unie voor Buitenlandse Zaken en Veiligheidsbeleid
  -  Federica Mogherini
- Culturele hoofdstad van Europa
  -  San Sebastian, Spanje
  -  Wrocław, Polen

## Gebeurtenissen

### Januari
- 1 januari
  - Nederland neemt het halfjaarlijks wisselend voorzitterschap van de Raad van de Europese Unie over van Luxemburg.
  - Vanaf 1 januari zijn San Sebastian (Spanje) en Wrocław (Polen) de culturele hoofdsteden van Europa in 2016. Beide steden organiseren evenementen om hun lokale cultuur te promoten.

### Februari
- 15 februari: Bosnië en Herzegovina vraagt het EU-lidmaatschap aan.

### Maart
- 19 maart: Op een bijeenkomst van de leiders van de 28 landen van de Europese Unie wordt een zogenaamde vluchtelingendeal met Turkije gesloten. Dit houdt in dat Turkije meer migranten opvangt en haar grenzen beter moet bewaken. In ruil daarvoor ontvangt het land extra financiële steun van de EU en werden afspraken gemaakt over afschaffing van de visumplicht voor Turken die naar de EU reizen.[1]

### Mei
- 24 mei: de Algemene verordening gegevensbescherming (AVG) treedt in werking.
- 30 mei: Het pact van Amsterdam geeft Europese steden meer invloed in het Europees beleid.

### Juni
- 22 juni: Oprichting van een Europese grens-en kustwacht.[2]

- 23 juni: In het Verenigd Koninkrijk werd het brexit-referendum gehouden. De Britten stemden voor een vertrek uit de Europese Unie.

### Juli
- 1 juli: Slowakije neemt het voorzitterschap van de Raad van de Europese Unie over van Nederland.

### Augustus
- 23 augustus: Duits bondskanselier Angela Merkel, Frans president François Hollande en de Italiaanse premier Matteo Renzi komen samen op Ventotene, om te spreken over de brexit en de koers van Europa.[3]

### November
- 14 november: Tijdens een gemeenschappelijke vergadering van de Europese ministers van Buitenlandse zaken en Defensie werd beslist om de militaire samenwerking tussen de lidstaten te verhogen door hun middelen beter op elkaar af te stemmen en zo een sterker blok te vormen.[4]

### December
- De EU en Cuba bereiken een akkoord over meer politieke dialoog en beter bilaterale samenwerking. De voorbije decennia was er een moeilijke relaties tussen de EU en Cuba.[5]